# Udo Kollatz
Udo Walter Kollatz (* 1. März 1931 in Königsberg, Preußen; † 27. Juni 2022 in Bonn) war ein deutscher Verwaltungsjurist. Er war von 1974 bis 1978 Staatssekretär im Bundesministerium für wirtschaftliche Zusammenarbeit.

## Leben

### Herkunft und Familie
Udo Kollatz wurde im damaligen Königsberg in Preußen geboren. Kurz vor Ende des Zweiten Weltkrieges wurde er noch im März 1945 als Melder zum Kriegsdienst verpflichtet, wobei ein Luftangriff ihn schwer verwundete und zu einer dauerhaften Behinderung führte. Nach dem Krieg siedelte seine Familie nach Büttelborn im hessischen Landkreis Groß-Gerau um. Dort verstarb im Jahr 1947 sein Vater Fritz Kollatz, welcher als Landwirt und Kaufmann tätig gewesen war. Mutter Margarete Kollatz (geb. Kuhr) lebte bis zu ihrem Tode im Jahr 1983 in Büttelborn.
Er heiratete 1955 Elisabeth geb. Engel; aus der Ehe stammen drei Söhne, darunter der SPD-Politiker Matthias Kollatz. Udo Kollatz starb am 27. Juni 2022 in Bonn.

### Ausbildung
Kollatz besuchte zunächst das Gymnasium in Darmstadt und später das Albrecht-Dürer-Gymnasium im westfälischen Hagen, wo er 1951 das Abitur ablegte. Anschließend studierte er Rechts- und Wirtschaftswissenschaften in Frankfurt am Main. Er machte 1954 das Referendarexamen und 1958 die Zweite juristische Staatsprüfung. Zudem erhielt er noch im selben Jahr den Grad des Diplom-Volkswirts in Frankfurt. Des Weiteren wurde Kollatz 1962 an der Technischen Universität Darmstadt zum Dr. rer. pol. und 1963 an der Universität Frankfurt zum Dr. jur. promoviert.

### Beruflicher Werdegang

#### Laufbahn
Im Jahr 1958 trat Kollatz als Assessor und Gerichtsassessor zunächst am Amtsgericht Darmstadt und danach als Amtsgerichtsrat in Wiesbaden in den Dienst des Landes Hessen ein. Er wechselte 1963 als Hilfsreferent in der Wirtschaftlichen Abteilung (Kreditwesen, Versicherungswesen, Versicherungsaufsicht und Aktienrechtsreform) in das Bundesministerium der Justiz in Bonn. Noch im selben Jahr kehrte er als Oberregierungsrat und Referent im Hessischen Ministerium der Justiz nach Wiesbaden zurück. Dort befasste er sich im Ministerbüro mit Pressesachen und dem Wirtschaftsrecht.
Er wechselte im Jahr 1965 als Regierungsdirektor und Gruppenleiter für Grundsatzfragen des Landeshaushalts und der Landesverwaltung, Finanzreform, Geschäftsreform sowie Verwaltungsvereinfachung in die Hessische Staatskanzlei. Anschließend war er als Ministerialdirigent ab 1967 der ständige Vertreter des Staatssekretärs im damals von Minister Ernst Schütte (SPD) geführten Hessischen Kultusministerium. Dort war er zuständig für den Haushalt, die Organisation, die Hochschulen und die Planung. Es folgte 1970 unter Minister Ludwig von Friedeburg (SPD) eine Ernennung zum Ministerialdirektor. Zudem war er von 1964 bis 1974 Mitglied des Juristischen Landesprüfungsamtes Hessen.

#### Staatssekretär
Kollatz zog es im Mai 1974 wieder nach Bonn, wo er unter Bundesminister Erhard Eppler (SPD) zum Staatssekretär im Bundesministerium für wirtschaftliche Zusammenarbeit ernannt wurde. Er folgte auf Staatssekretär Karl-Heinz Sohn (SPD), welcher den Vorsitz der Deutschen Entwicklungsgesellschaft übernommen und das Ministerium verlassen hatte. Kollatz diente auch unter den Eppler Nachfolgern Bundesminister Egon Bahr (SPD) und Bundesministerin Marie Schlei (SPD). Bei einer Kabinettsumbildung von Bundeskanzler Helmut Schmidt (SPD) wurde die Bundesministerin Marie Schlei aufgrund von vielfacher Kritik an ihrer Amtsführung durch den Parlamentarischen Staatssekretär Rainer Offergeld (SPD) ersetzt, welcher Kollatz im Februar 1978 in den einstweiligen Ruhestand versetzte und ihn damit mit dem Diplomaten Carl-Werner Sanne austauschte.

#### Professor und Berater
Nach dem Ausscheiden aus dem Staatsdienst ließ Kollatz sich im Jahr 1978 als Rechtsanwalt in Bonn nieder. Als Rechtsanwalt war er von 1991 bis 1999 nebenamtliches Mitglied des Landesjustizprüfungsamtes Nordrhein-Westfalen. Bereits seit 1974 war er neben seinem Staatssekretärsamt Gastprofessor auf dem Chair of German Public and International Affairs in der Georgetown University in Washington, D.C. Er wurde 1975 zudem Honorarprofessor für Verwaltungslehre an der Technischen Universität Darmstadt.
Er übte auch verschiedene Beratertätigkeiten im Verbandswesen sowie im In- und Ausland aus. So war er nach Auflösung der Sowjetunion von 1992 bis 1993 TACIS-Berater beim Gouverneur des Oblast Kaliningrad im früheren preußischen Königsberg. Anschließend war er bis 1999 Begleiter der dortigen Hochschulentwicklung und von 2002 bis 2004 maßgeblich beim Aufbau des Fachs Europarecht an der lettischen Staatsuniversität in Riga beteiligt.

## Ehrungen und Auszeichnungen
- Verdienstorden der Bundesrepublik Deutschland (Verdienstkreuz 1. Klasse; 1976)
- Hessischer Verdienstorden am Bande (2008)

## Veröffentlichungen (Auswahl)
- Aktienrecht und Aktienrechtsreform in Schweden: Unter besonderer Berücksichtigung volkswirtschaftlicher Probleme. Dissertation, TH Darmstadt 1962.
- Vis ac potestas legis: Ein Beitrag zu Auslegungsfragen, untersucht an juristischen und nichtjuristischen Quellen bis Celsus. Dissertation, Universität Frankfurt 1963.
- Verwaltungsreform durch bessere Ausbildung für den öffentlichen Dienst: Verborgene und neue Möglichkeiten in Universität und Fachhochschule. Verein für Verwaltungsreform und Verwaltungsforschung, Bonn 1973.
- Qualität trotz Gleichheit?: Aktuelle Probleme der deutschen Hochschulreform im Lichte amerikanischer Erfahrungen. Diesterweg, Frankfurt am Main, Berlin, München 1973, ISBN 	978-3-425-07919-6.
- Entwicklungshilfe. Entwicklungspolitik. Fakten – Wege – Probleme. Decker und Müller, Heidelberg 1985, ISBN 978-3-8226-0685-8.
- Kreuzwege – Wegkreuzungen: Jugenderinnerungen eines alten Mannes. Fischer, Aachen 2007, ISBN 978-3-89514-727-2.
- Weite Wege: aus dem zweiten Leben eines alten Mannes. Fischer, Aachen 2010, ISBN 	978-3-89514-946-7.
- Verwehte Wege: Rückblicke eines alten Mannes. Fischer, Aachen 2015, ISBN 978-3-8422-4267-8.